# José Alfredo Aguirre
Pour les articles homonymes, voir José Aguirre et Aguirre.
Aguirre  Infante est un nom espagnol. Le premier nom de famille, en général paternel, est Aguirre ; le second, en général maternel, souvent omis, est Infante.
José Alfredo Aguirre Infante (né le 4 janvier 1994 à Lagos de Moreno) est un coureur cycliste mexicain. Il participe à des compétitions sur route et sur piste.
Ses frères José Ramón et Juan Antonio sont également coureurs cyclistes. 

## Biographie
En avril 2014, il est arrêté par la douane espagnole à l'aéroport d'Alicante. Des substances dopantes (EPO et hormone de croissance) sont découvertes dans ses bagages,. L'UCI le suspend pour une durée de deux ans. 

## Palmarès sur route

### Par année
- 2011
  -  Champion du Mexique sur route juniors
- 2012
  -  Champion panaméricain sur route juniors
- 2017
  - 3e étape de la Valley of the Sun Stage Race
  - Clásica León-San Luis
  - 1re étape de la Ruta del Centro
  -  Médaillé d'argent du championnat panaméricain sur route
  - 3e de la Ruta del Centro
- 2020
  - 3e étape du Gran Premio de Potosí
  - 3e du Gran Premio de Potosí
- 2021
  - 2e étape de la Vuelta de la Juventud Mexicana
  - 2e de la Vuelta de la Juventud Mexicana
- 2022
  - Clásica León-San Luis
  - 2e étape de la Clásica Fundacion de Apodaca
  - Clásica de Ixmiquilpan
  - Vuelta Delicias
  - Clásica San Diego Cuachayotla
- 2023
  - Vuelta Delicias
  - CicloTour Mazatlán
- 2024
  - Clásica San Luis Rey
- 2025
  - 1re étape de la Copa Coahuila (contre-la-montre)
  - 4e étape de la Clásica Lunes del Cerro

### Classements mondiaux
| Année                                 | 2017 | 2018  | 2019  |
| ------------------------------------- | ---- | ----- | ----- |
| Classement mondial                    | 382e | 3209e | 1538e |
| UCI America Tour                      | 11e  | 472e  | 227e  |
|                                       |      |       |       |
| Légende : nc = non classéSource : UCI |      |       |       |

## Palmarès sur piste

### Championnats panaméricains
- Mexico 2013
  -  Médaillé d'argent de l'américaine
  -  Médaillé de bronze de la poursuite par équipes
- Aguascalientes 2018
  -  Médaillé d'argent de l'américaine
  -  Médaillé de bronze de la poursuite par équipes

### Jeux d'Amérique centrale et des Caraïbes
- Barranquilla 2018
  -  Médaillé d'or de la poursuite par équipes
  -  Médaillé d'or de l'américaine

### Championnats nationaux
- 2012
  -  Champion du Mexique de poursuite par équipes (avec José Ramón Aguirre, Edibaldo Maldonado et Diego Yépez)
  -  Champion du Mexique de l'américaine (avec José Ramón Aguirre)
  - 3e du championnat du Mexique du kilomètre
- 2013
  -  Champion du Mexique de poursuite par équipes (avec José Ramón Aguirre, Edibaldo Maldonado et Diego Yépez)
  - 3e du championnat du Mexique de l'omnium
- 2017
  -  Champion du Mexique de l'omnium
  -  Champion du Mexique de l'américaine (avec Ignacio Sarabia)
- 2018
  -  Champion du Mexique de l'omnium
  -  Champion du Mexique de poursuite par équipes (avec Ignacio Sarabia, Emiliano Mirafuentes et José Ramón Aguirre)
  -  Champion du Mexique de l'américaine (avec Ignacio Sarabia)
- 2019
  -  Champion du Mexique de poursuite par équipes (avec Ignacio Sarabia, José Ramón Aguirre et Daniel Badilla)
  - 2e du championnat du Mexique de course aux points
- 2021
  -  Champion du Mexique de poursuite par équipes (avec Tomás Aguirre, Ignacio Sarabia et Ricardo Carreón)
  -  Champion du Mexique de l'américaine (avec Ignacio Sarabia)